# Voleibol nos Jogos Olímpicos de Verão de 2016 - Qualificação masculina
A qualificação para o torneio olímpico de voleibol masculino de 2016 foi realizada desde 8 de setembro de 2015 e encerrou em 5 de junho de 2016. Doze equipes se classificaram: o país-sede (Brasil), o campeão e o vice-campeão da Copa do Mundo de 2015, cinco campeões de pré-olímpicos continentais e quatro equipes pelo pré-olímpico mundial.

## Equipes qualificadas
| Torneio de qualificação         | Data                            | Sede             | Vagas | Qualificados   | Última participação   |
| ------------------------------- | ------------------------------- | ---------------- | ----- | -------------- | --------------------- |
| País-sede                       | 2 de outubro de 2009            | Copenhague       | 1     | Brasil         | Londres 2012          |
| Copa do Mundo de 2015           | 8 – 23 de setembro de 2015      | Japão            | 2     | Estados Unidos | Londres 2012          |
| Copa do Mundo de 2015           | 8 – 23 de setembro de 2015      | Japão            | 2     | Itália         | Londres 2012          |
| Pré-Olímpico da América do Sul  | 9 – 11 de outubro de 2015       | Maiquetía        | 1     | Argentina      | Londres 2012          |
| Pré-Olímpico da Europa          | 5 – 10 de janeiro de 2016       | Berlim           | 1     | Rússia         | Londres 2012          |
| Pré-Olímpico da África          | 7 – 12 de janeiro de 2016       | Brazzaville      | 1     | Egito          | Pequim 2008           |
| Pré-Olímpico da NORCECA         | 8 – 10 de janeiro de 2016       | Edmonton         | 1     | Cuba           | Sydney 2000           |
| Pré-Olímpico da Ásia e Oceania1 | 28 de maio – 5 de junho de 2016 | Tóquio           | 1     | Irã            | estreante             |
| Qualificatório Mundial1         | 28 de maio – 5 de junho de 2016 | Tóquio           | 3     | Polônia        | Londres 2012          |
| Qualificatório Mundial1         | 28 de maio – 5 de junho de 2016 | Tóquio           | 3     | França         | Atenas 2004           |
| Qualificatório Mundial1         | 28 de maio – 5 de junho de 2016 | Tóquio           | 3     | Canadá         | Barcelona 1992        |
| Qualificatório Intercontinental | 3 – 5 de junho de 2016          | Cidade do México | 1     | México         | Cidade do México 1968 |
| Total                           |                                 |                  | 12    |                |                       |

↑1  O Qualificatório Mundial e o Torneio Pré-Olímpico Asiático serão disputados concomitantemente.

## Processo de qualificação
|  | Classificado para os Jogos Olímpicos de Verão de 2016 |
|  | Classificado para o Torneio Pré-Olímpico Mundial      |

## Procedimento de classificação nos grupos
| Para todos os torneios qualificatórios exceto o da NORCECA: 1. Número de vitórias; 2. Pontos; 3. Razão de sets; 4. Razão de pontos; 5. Resultado da última partida entre os times empatados. Placar de 3–0 ou 3–1: 3 pontos para o vencedor, nenhum para o perdedor; Placar de 3–2: 2 pontos para o vencedor, 1 para o perdedor. | Apenas para o torneio qualificatório da NORCECA: 1. Número de vitórias; 2. Pontos; 3. Razão de pontos; 4. Razão de sets; 5. Resultado da última partida entre os times empatados. Placar de 3–0: 5 pontos para o vencedor, nenhum para o perdedor; Placar de 3–1: 4 pontos para o vencedor, 1 para o perdedor; Placar de 3–2: 3 pontos para o vencedor, 2 para o perdedor. |

## País-sede
A FIVB reservou uma vaga ao país-sede dos Jogos Olímpicos.
- Brasil

## Copa do Mundo
- Local:  Várias cidades, Japão
- Duração: 8 – 23 de setembro de 2015

| Posição | País           |
| ------- | -------------- |
| 1st     | Estados Unidos |
| 2nd     | Itália         |
| 3rd     | Polônia        |
| 4       | Rússia         |
| 5       | Argentina      |
| 6       | Japão          |
| 7       | Canadá         |
| 8       | Irã            |
| 9       | Austrália      |
| 10      | Egito          |
| 11      | Venezuela      |
| 12      | Tunísia        |

## Qualificatórios continentais

### América do Sul
- Local:  Domo José María Vargas, Maiquetía, Venezuela
- Duração: 9 a 11 de outubro de 2015

| Posição | País      |
| ------- | --------- |
| 1       | Argentina |
| 2       | Venezuela |
| 3       | Chile     |
| 4       | Colômbia  |

### Europa
- Local:  Max-Schmeling-Halle, Berlim, Alemanha
- Duração: 5 a 10 de janeiro de 2016

| Posição | País      |
| ------- | --------- |
| 1       | Rússia    |
| 2       | França    |
| 3       | Polônia   |
| 4       | Alemanha  |
| 5       | Sérvia    |
| 6       | Bulgária  |
| 7       | Bélgica   |
| 8       | Finlândia |

### África
- Local:  Henri Elende Hall, Brazzaville, Congo
- Duração: 7 a 12 de janeiro de 2016

| Posição | País                           |
| ------- | ------------------------------ |
| 1       | Egito                          |
| 2       | Tunísia                        |
| 3       | Argélia                        |
| 4       | Camarões                       |
| 5       | Congo                          |
| 6       | República Democrática do Congo |
| 7       | Nigéria                        |

### NORCECA
- Local:  Saville Community Sports Centre, Edmonton, Canadá
- Duração: 8 a 10 de janeiro de 2016

| Posição | País       |
| ------- | ---------- |
| 1       | Cuba       |
| 2       | Canadá     |
| 3       | México     |
| 4       | Porto Rico |

### Ásia e Oceania
O Pré-Olímpico Asiático será disputado dentro do Pré-Olímpico Mundial. O país-sede e as três melhores equipes asiáticas no ranking mundial até 1 de janeiro de 2016 estarão classificadas. A melhor equipe asiática estará classificada para os Jogos Olímpicos.

## Torneios de qualificação mundiais
| Qualificatório Mundial               | Qualificatório Mundial | Qualificatório Mundial | Qualificatório Mundial | Qualificatório Intercontinental | Qualificatório Intercontinental |
| Qualificado como                     | Equipe                 | Qualificado como       | Equipe                 | Qualificado como                | Equipe                          |
| ------------------------------------ | ---------------------- | ---------------------- | ---------------------- | ------------------------------- | ------------------------------- |
| País-sede                            | Japão                  | 2º da Europa           | França                 | 2º da África                    | Tunísia                         |
| Ranking mundial para times asiáticos | Irã                    | 3º da Europa           | Polônia                | 3º da África                    | Argélia                         |
| Ranking mundial para times asiáticos | Austrália              | 2º da NORCECA          | Canadá                 | 3º da NORCECA                   | México                          |
| Ranking mundial para times asiáticos | China                  | 2º da América do Sul   | Venezuela              | 3º da América do Sul            | Chile                           |

### Qualificatório Mundial
- Local:  Tokyo Metropolitan Gymnasium, Tóquio, Japão
- Data: 28 de maio a 5 de junho de 2016

### Qualificatório Intercontinental
- Local:  Ginásio Olímpico Juan de la Barrera, Cidade do México, México
- Data: 3 a 5 de junho de 2016